# Melogramma elongatum
Melogramma elongatum är en svampart som beskrevs av A.L. Sm. 1919. Melogramma elongatum ingår i släktet Melogramma och familjen Melogrammataceae.   Inga underarter finns listade i Catalogue of Life.